# Entodon pallidisetus
Entodon pallidisetus är en bladmossart som beskrevs av Mitten 1869. Entodon pallidisetus ingår i släktet Entodon och familjen Entodontaceae. Inga underarter finns listade i Catalogue of Life.